# 海螺沟
海螺沟冰川位于中国四川省甘孜藏族自治州泸定县境内，磨西镇旁，距离成都西南380多公里，是国家5A级景区。海螺沟位於贡嘎山東坡， 以低海拔现代冰川、大冰瀑布、森林、雲霧、紅石灘和高山温泉而著称。     

## 冰川
海螺沟拥有冰川面积31平方公里，包括3条山谷冰川和规模不大的悬冰川、8条冰斗冰川，海螺沟内，冰川面积占贡嘎山地区冰川总面积的10.4%。海螺沟最大的一条冰川是一号冰川。一号冰川属于山谷冰川，发源于贡嘎山主峰，长14.4公里，面积约23.2平方公里。冰川分布于海拔7514－2940米之间，海拔4900米以上为粒雪盆，此为冰川形成区，粒雪盆面积19.2平方公里，盆壁布满雪崩槽，盆缘是高150至300米、相互连接的大型雪崩锥；3800至4900米为巨型冰川瀑布（即海螺沟大冰瀑布），海螺沟大冰瀑布宽500～1100米，高1080米，冰面纵坡降为540‰，是中国迄今为止发现的最大的冰瀑布。
3800米以下为冰舌，长5.7公里，最低端2980米，伸入原始峨眉冷杉林带5.3千米，冰面平均纵坡度158‰。海螺沟冰川是地球上同纬度海拔最低的现代冰川，它位于海拔2850m处。冰川弧拱、城门洞、冰缝等晶莹剔透，造型各异。

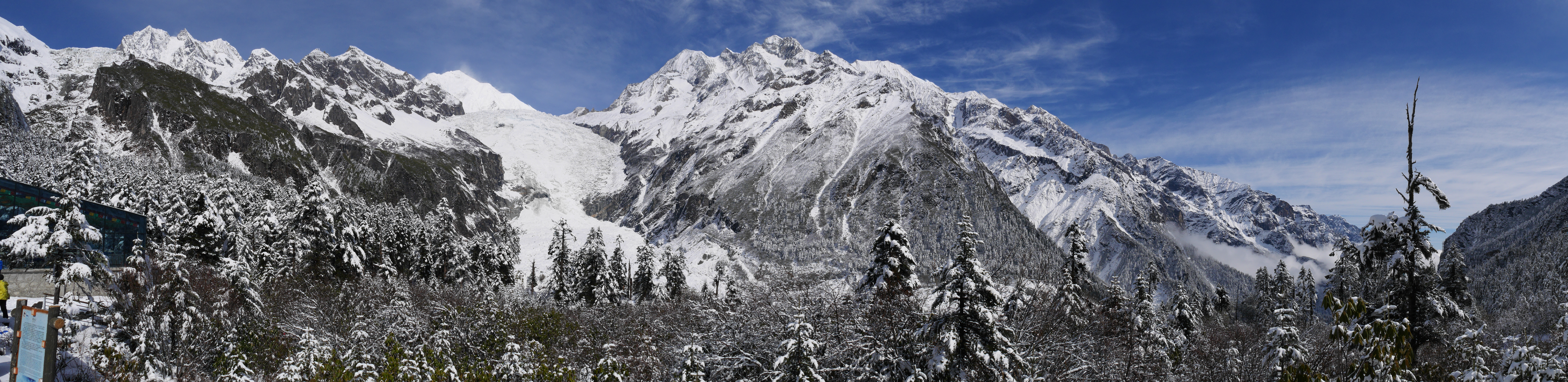
海螺沟

冰川的厚度在粒雪盆为120米，冰瀑布为17至30米，冰舌为150至40米。
由于海螺沟所处的贡嘎山区受到印度洋和太平洋季风环流的影响，气候相对温暖湿润，冰川底部温度接近融点，有着丰富的融水，为冰川的流动提供有利条件，故冰川流动速度较快（例如一号冰川冰舌每年流动距离为15至180米），底部运动尤为剧烈；因此海螺沟冰川属积极运动型冰川。
海螺沟冰川正在消融，每年的3月至11月为消融期，而5月至10月为主要消融期。冰川的消融强度，据1981年夏在海拔3600处观测，日平均消融深为8厘米；以此推算冰舌区的年平均消融深达到10至15米。一号冰川冰舌末端的海拔，亦从1966年的2850米上移到1991年的2940米。而从1990年至2004年的观测，14年间冰川消退274米，每年后退的数字在15米到20米之间。

## 温泉
海螺沟境内有3处温泉，分别处于二号营地、贡嘎神汤、三号营地，水温在攝氏50℃至90℃之间，是良好的中性浴疗温泉。沟内还有70多平方公里的原始森林，植被呈垂直分布，冰川、温泉与森林共生。
一号营地是三处温泉中海拔最低的一处，海拔约1900米，故不易发生高原反应，营地距磨西镇15公里，泉眼水温攝氏78℃。二号营地又称“热水沟沸泉”，距离一号营地约7公里，流量最高达8900吨，出水口温度最高时可达攝氏90℃。三号营地海拔约2940米，为三处温泉中海拔最高的一处。
2017年，海螺沟景区被评为国家5A级旅游景区。